# Список умерших в 1341 году

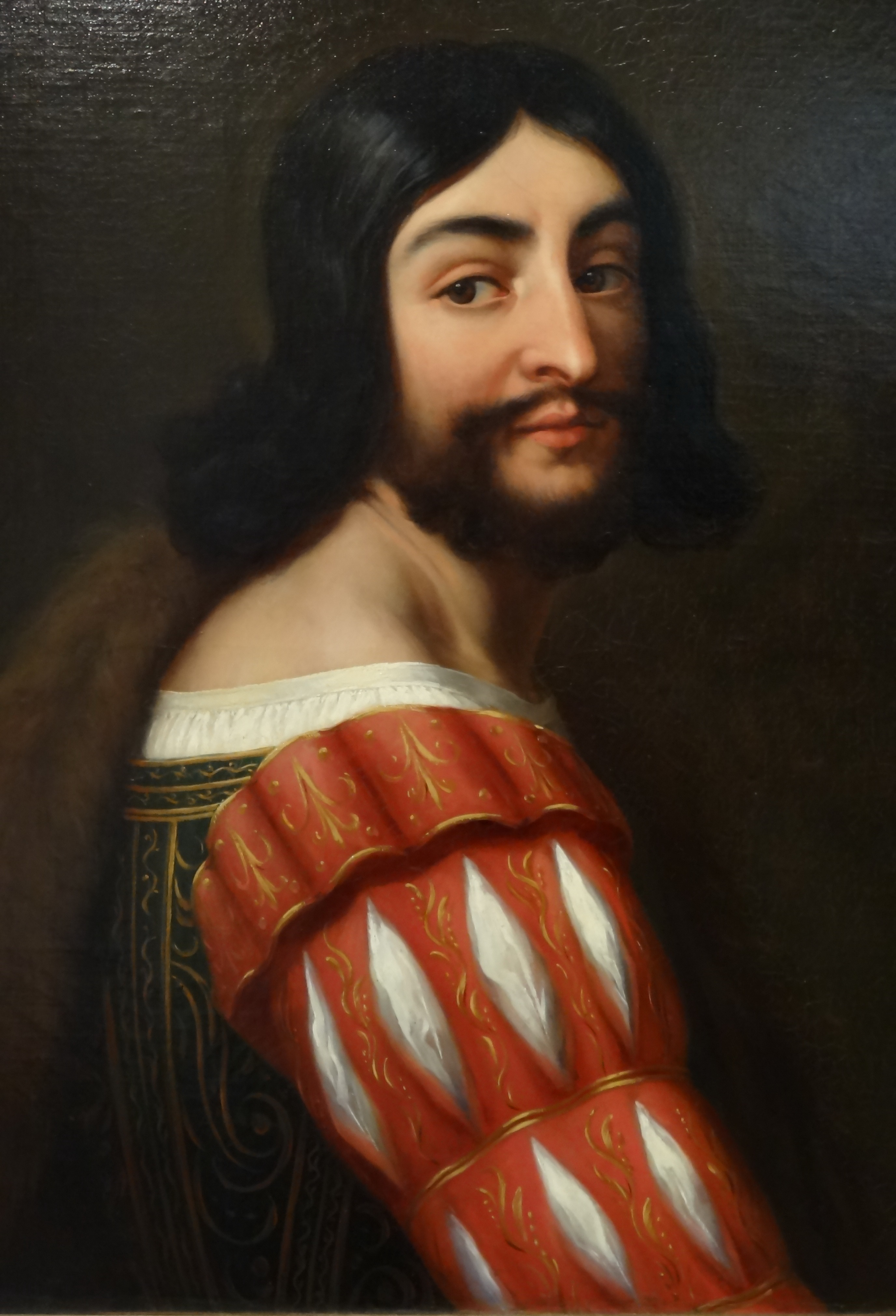
Людовик I де Бурбон

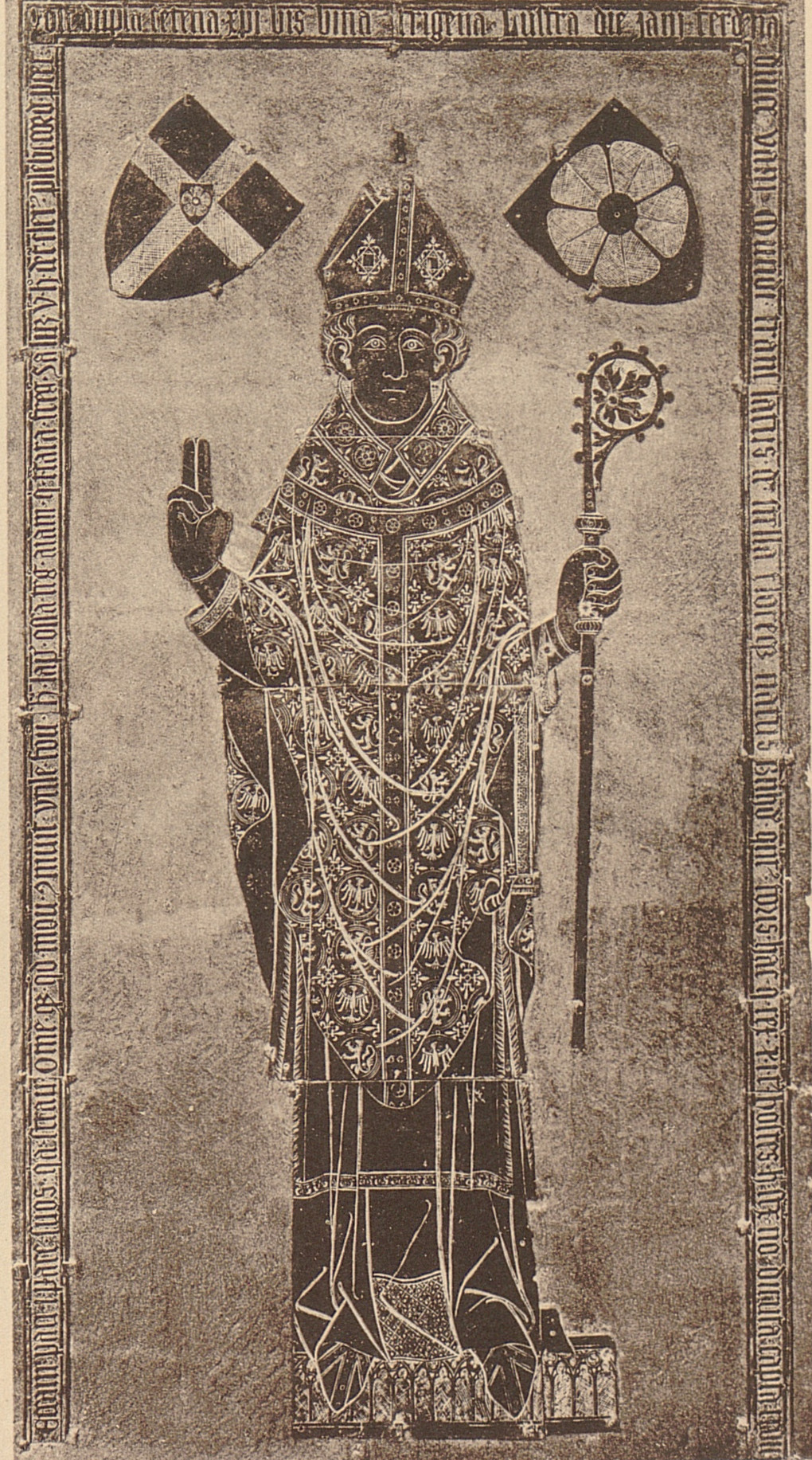
Бернхард V цур Липпе

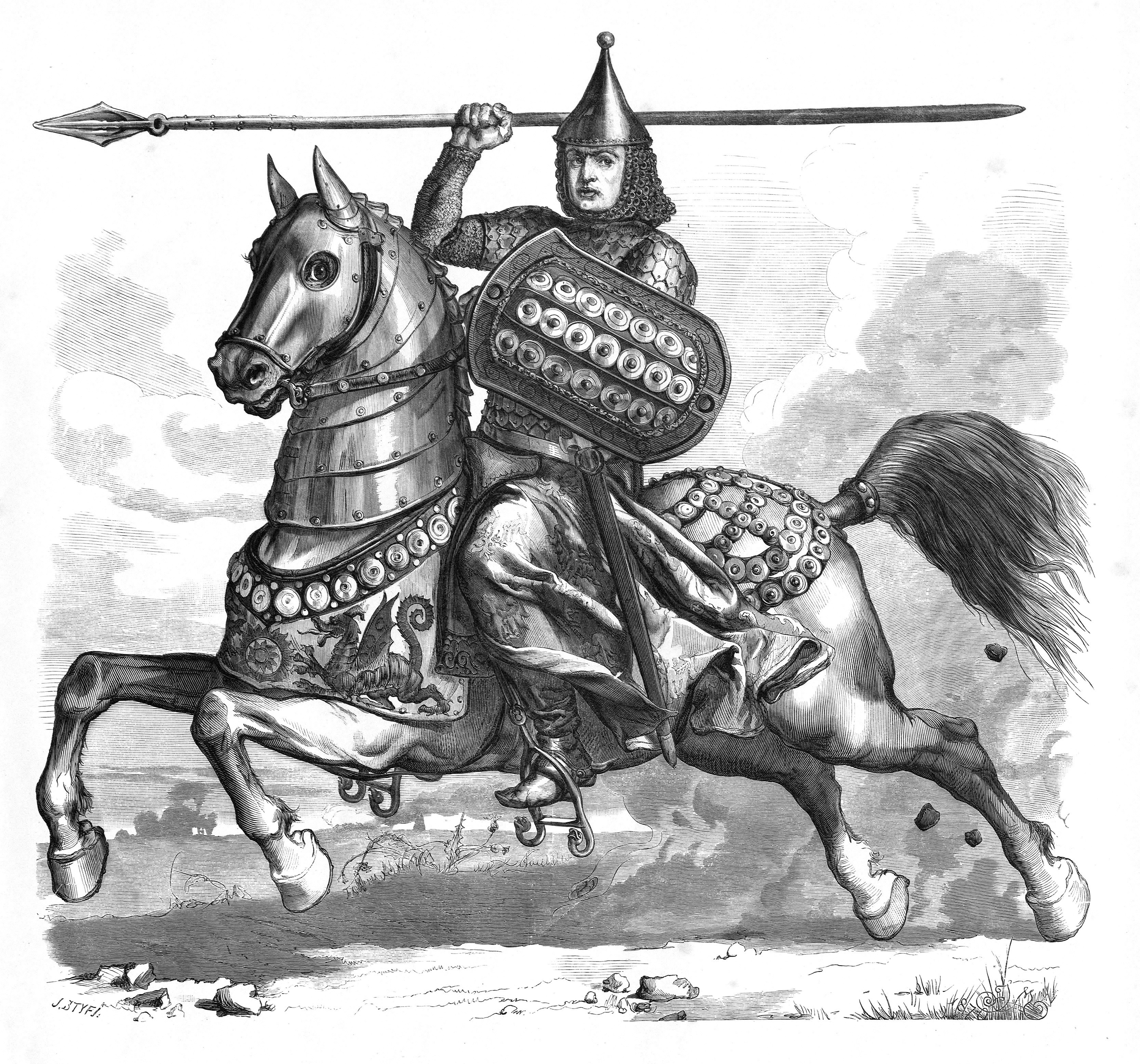
Тройден І Мазовецкий

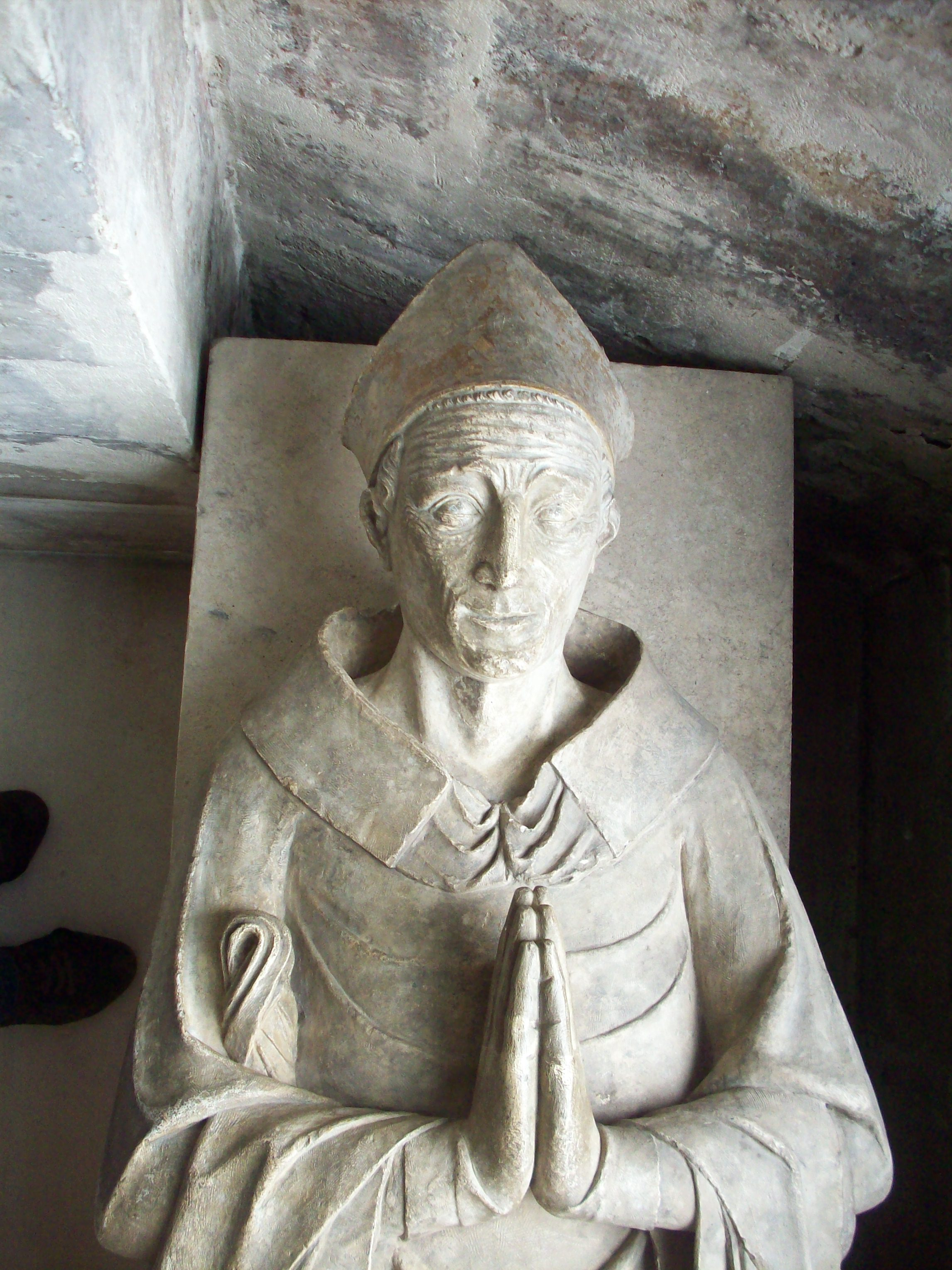
Жоффруа Фае

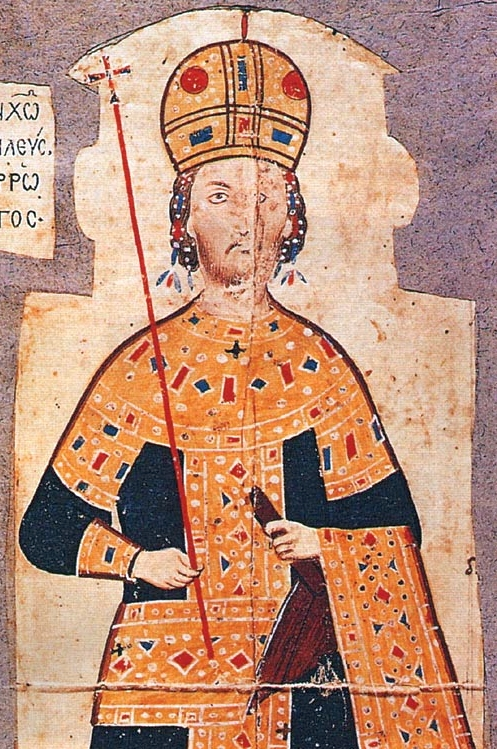
Андроник III Палеолог

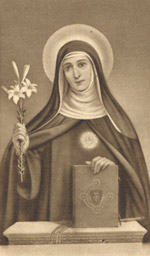
Юлиана Фальконьери

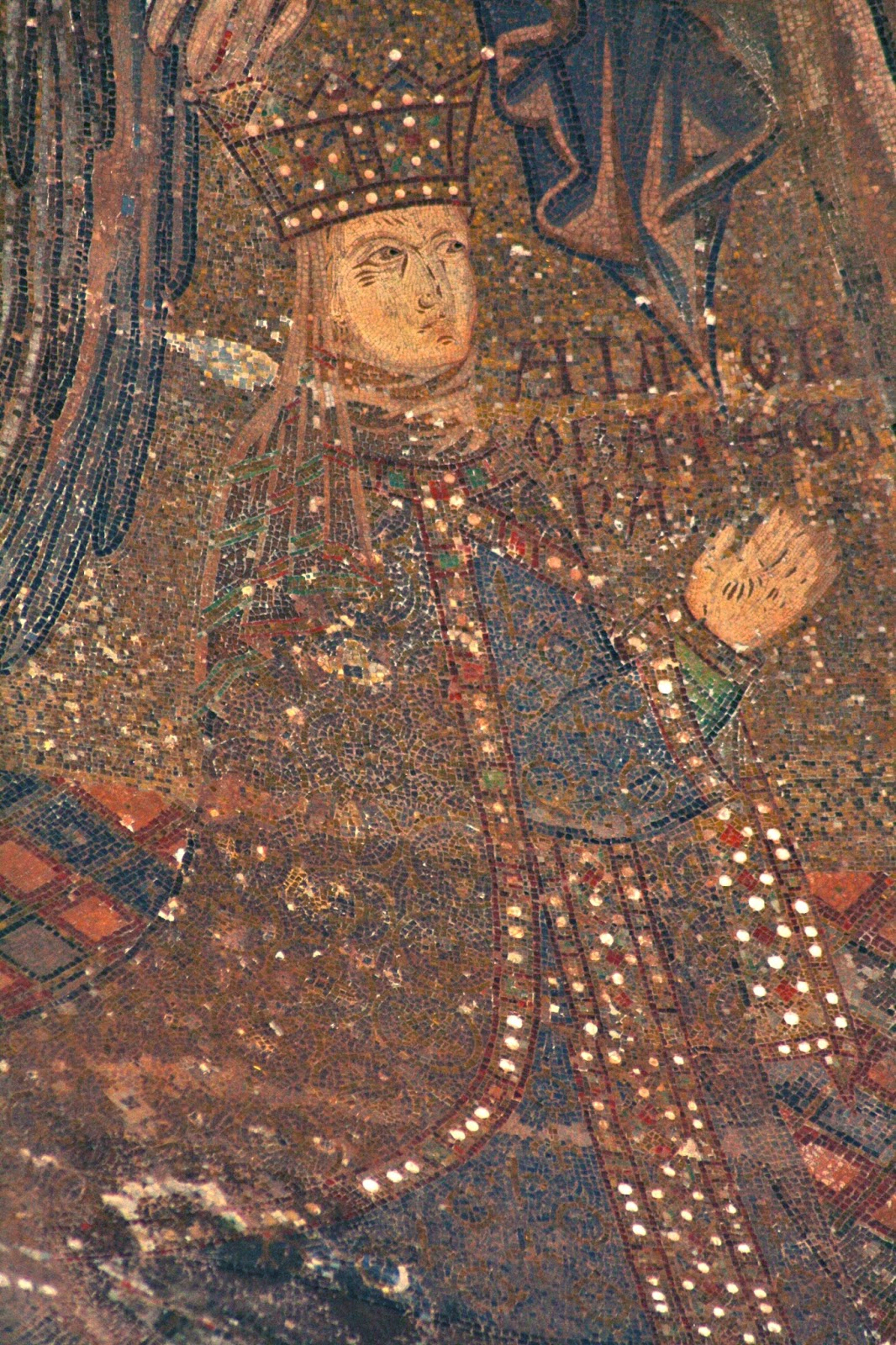
Элеонора Анжуйская

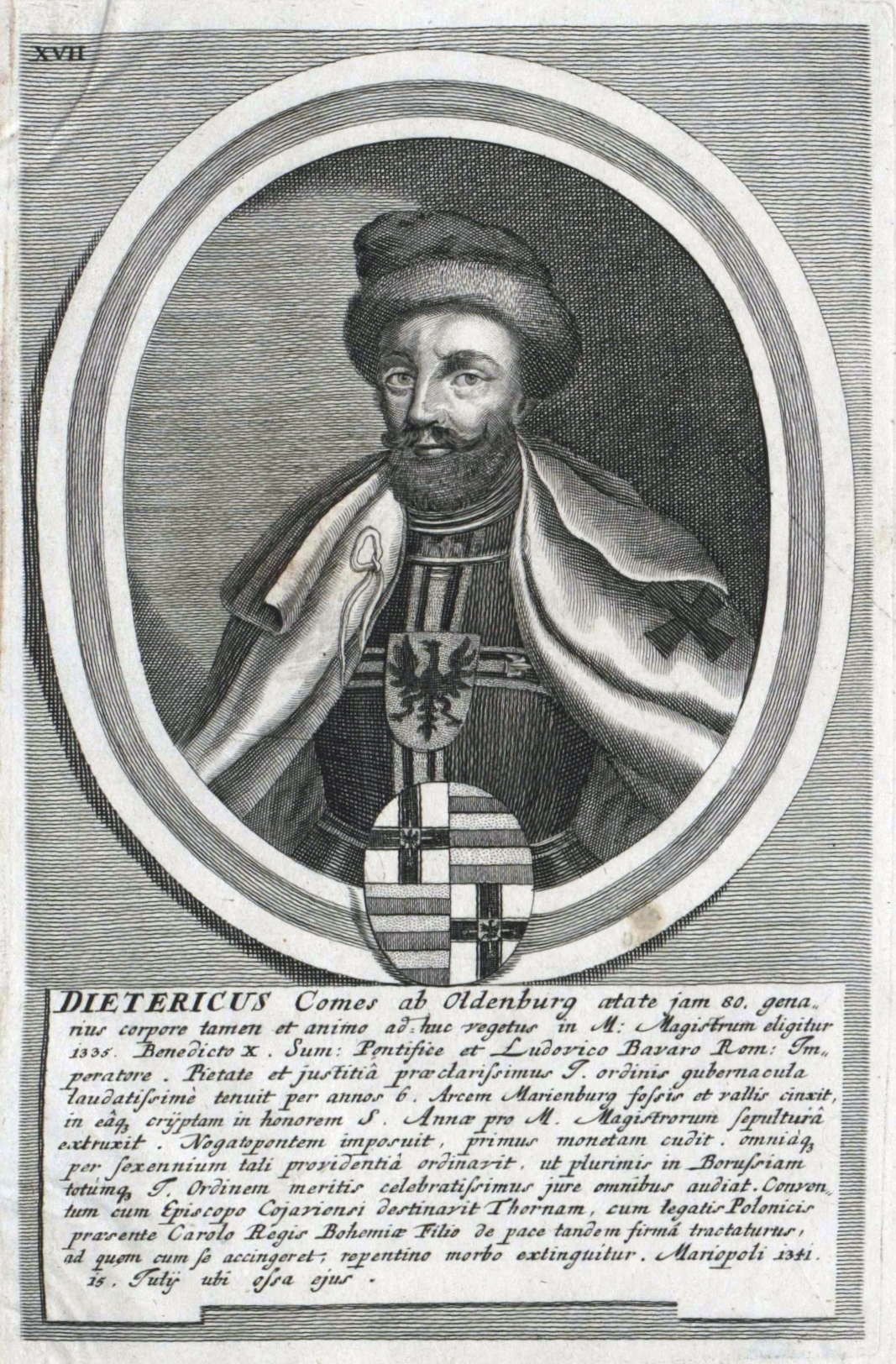
Дитрих фон Альтенбург

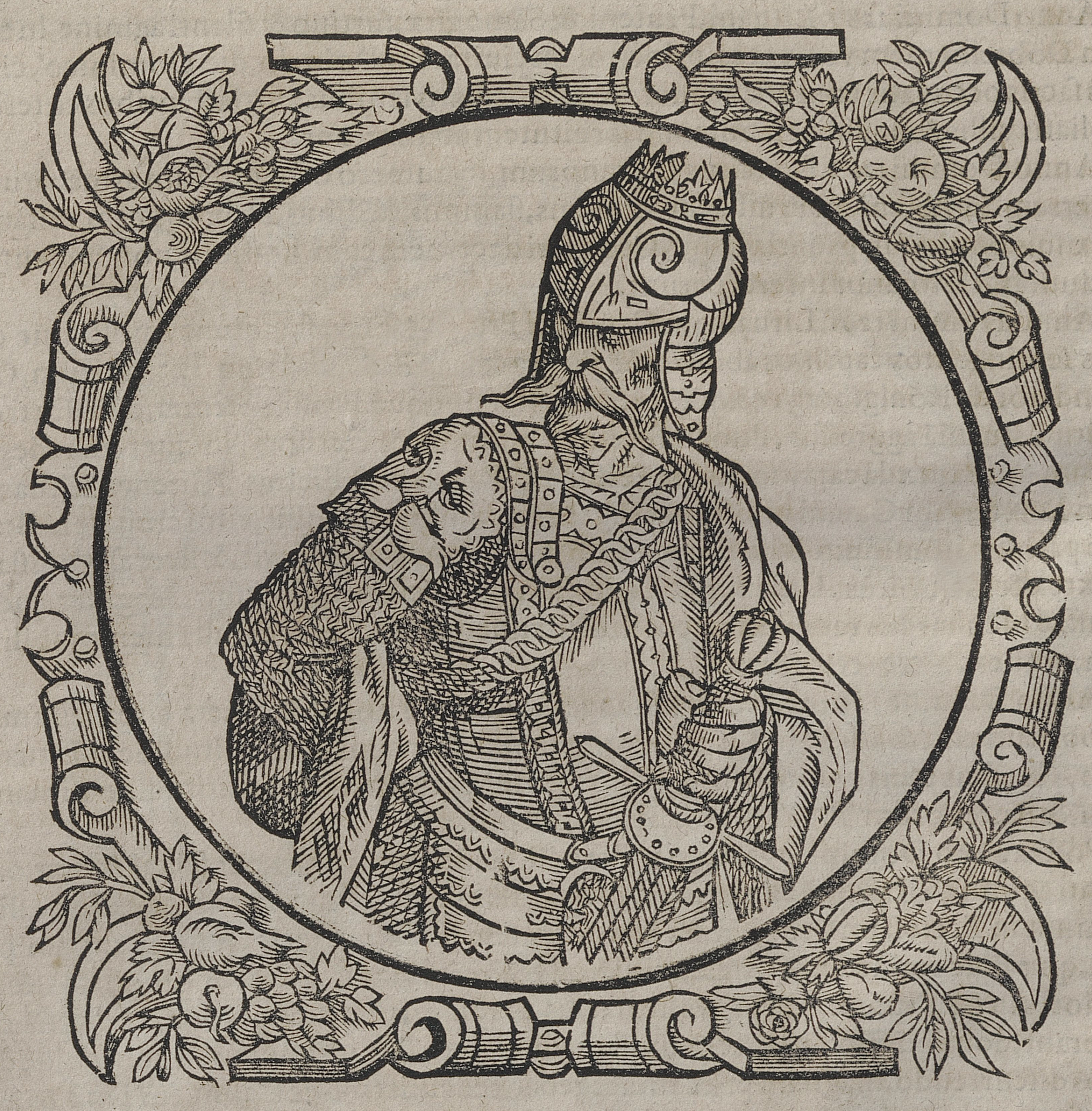
Гедимин

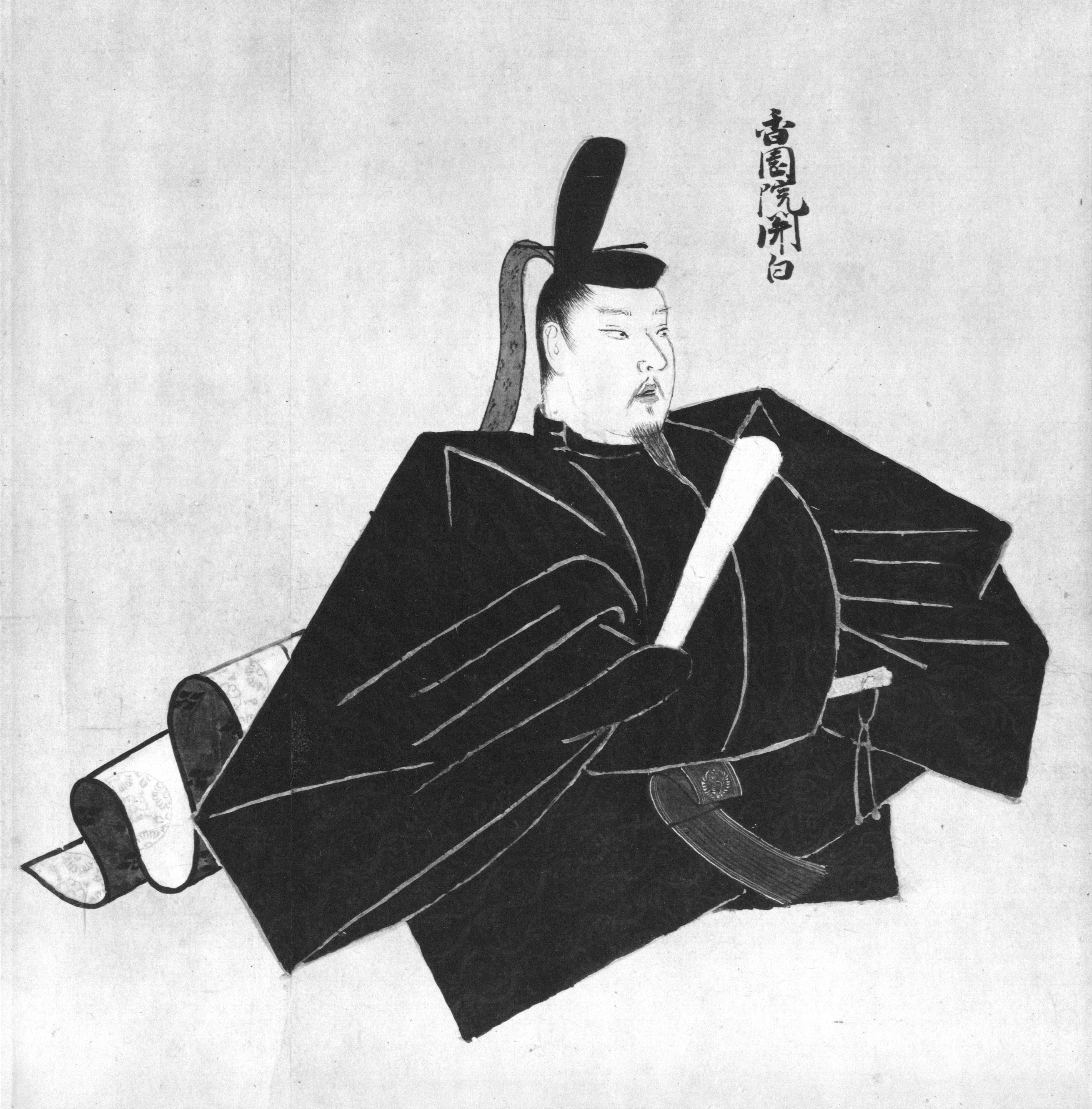
Нидзё Моротада

В этой статье представлен список известных людей, умерших в 1341 году.
См. также: Категория:Умершие в 1341 году

## Январь
- 11 января — Мария Юрьевна Галицкая — княжна Галицко-Львовская, дочь князя Юрия Львовича, жена мазовецкого князя Тройдена І
- 22 января — Людовик I де Бурбон Хромой (Великий) — сеньор де Бурбон (1310—1327), первый герцог де Бурбон (1327—1341), граф де Клермон-ан-Бовези (1317—1327, 1331—1341), граф де Ла Марш (1327—1341), Великий камерарий Франции (1312—1341), французский принц и военачальник.
- 30 января — Бернхард V цур Липпе[англ.] — князь-епископ Падерборна (1321—1341)

## Март
- 1 марта — Генрих II Бохольт[нем.] — епископ Любека (1317—1341).
- 13 марта — Тройден І — удельный князь черский и сохачевский (в пределах Мазовецкого княжества) (1310—1341), удельный князь варшавский и ливский (1313—1341), регент в Плоцке (1336—1340)
- 22 марта — Фридрих Пернштейн — архиепископ Рижский (1304—1341)

## Апрель
- 10 апреля — Нанкер Колда — епископ Кракова (1320—1326), епископ Вроцлава (1326—1341).
- 15 апреля:
  - Жан де Россильон[нем.] — епископ Лозанны (1323—1341);
  - Жоффруа Фае[фр.] — епископ Эврё (1335—1341).
- 30 апреля — Жан III Добрый (55) — герцог Бретонский (1312—1341), виконт Лиможский (1301—1314), граф Ричмонд (1334—1341) из династии Дрё. После смерти Жана началась война за Бретонское наследство.

## Май
- 30 мая — Сигер де Кортрейк[фр.] — французский философ

## Июнь
- 7 июня — Мухаммад I ан-Насир — мамлюкский султан Египта из династии Бахритов (1293—1294, 1299—1309, 1309—1341)
- 11 июня — Болеслав II Зембицкий — князь (с братом Бернардом) свидницкий и зембицкий (1312—1322), князь зембицкий (1322—1341)
- 15 июня — Андроник III Палеолог (44) — византийский император (1328—1341)
- 16 июня — аль-Васик I — аббасидский халиф Исламского халифата (1340—1341)
- 19 июня — Юлиана Фальконьери — итальянская монахиня, основательница женского монашеского ордена терциариев-сервитов, святая римско-католической церкви.
- 29 июня — Бруно Варендорп[нем.] — бургомистр Любека (1320—1340).

## Июль
- 11 июля — Маргарита Люксембургская[англ.] — дочь короля Чехии Иоганна Люксембургского, герцогиня-консорт Нижней Баварии (1328—1339), жена герцога Генриха XIV
- 18 июля — Роберто де Салле[итал.] — святой римско-католической церкви.
- Бернар де Фаржи[фр.] — епископ Ажена (1306), архиепископ Руана (1306—1311), архиепископ Нарбонны (1311—1341).

## Август
- 10 августа — Элеонора Анжуйская — дочь неаполитанского короля Карла II, королева-консорт Сицилии (1302—1337), жена короля Федериго II.
- 12 августа — Пётр Филипссон[англ.] — архиепископ Уппсалы (1332—1341).

## Сентябрь
- 24 сентября — Далмацио Монер[англ.] — испанский святой римско-католической церкви.

## Октябрь
- 3 октября — Марта Датская — дочь короля Дании Эрика V, королева-консорт Швеции (1298—1318), жена короля Биргера Магнуссона.
- 7 октября — Эльзеар де Вильнёв[фр.] — епископ Диня (1327—1341)
- 21 октября — Франческо Сильвестри[итал.] — епископ Флоренции (1323—1341)
- Дитрих фон Альтенбург — великий магистр Тевтонского ордена (1335—1341)

## Ноябрь
- Аль-Мансур Абу Бакр (20) — Мамлюкский султан Египта из династии Бахритов (1340—1341), казнён после свержения в августе 1341 года
- Муса ибн Муханна[англ.] — сеньор Пальмиры и Саламии и Эмир эль-Араб (командир бедуинов в Сирии) (1335—1341)

## Декабрь
- 4 декабря — Янислав I[англ.] — архиепископ Гнезно (1317—1341)
- Гедимин — великий князь литовский (1316—1341), основатель династии Гедиминовичей, погиб в бою с крестоносцами

## Дата неизвестна или требует уточнения
- Гийом Адам — доминиканский монах, путешественник, первый архиепископ Смирны (1318—1322), архиепископ Сольтание (1322—1324), архиепископ Бара (1324—1341).
- Бартоломео II Гизи — сеньор Тиноса и Миконоса (1311—1341), триарх Негропонта (1313—1341)
- Джакомо Колонна — епископ Ломбеса (1328—1341).
- Маган I — манса империи Мали (1337—1341)
- Младен II Шубич — балканский дворянин, бан Боснии (1305—1320), бан Хорватии (1312—1322)
- Нидзё Моротада[англ.] — японский государственный деятель, найдайдзин (1269—1271), удайдзин (1271—1276), садайдзин (1276—1288), кампаку (1287—1289)
- Николай фон Ерошин — брат-священник Тевтонского ордена, создавший Хронику земли Прусской на восточносредненемецком языке.
- Никколо I Санудо — герцог Архипелага (1323—1341)
- Омар I[англ.] — султан Мальдивских островов (1306/1307—1341)
- Пьер Раймон I — граф Комменжа (1339—1341)
- Ричард де Хэверинг[англ.] — архиепископ Дублина (1307—1310)
- Роджер Утлах[англ.] — лорд-канцлер Ирландии (1321—1325)
- Симон I[англ.] — сеньор Изенбург-Кемпениха (1329—1341)
- Узбек-хан — Хан Улуса Джучи (Золотой Орды) (1313—1341)
- Чан Хьен Тонг[англ.] — вьетнамский (дайвьетский) император из династии Чан (1329—1341).
- Адам Эверингем, английский рыцарь, 1-й барон Эверингем (с 1309).
- Эгилл Эйджолфссон[англ.] — епископ Хоулара (1331—1341)
- Юго де Восман[англ.] — генеральный магистр ордена проповедников (1333—1341)